# آريال لاسييتير
آريال لاسييتير (بالإنجليزية: Ariel Lassiter) (27 سبتمبر 1994 بتوريالفا في كوستاريكا - ) هو لاعب كرة قدم أمريكي في مركز الهجوم. شارك مع منتخب الولايات المتحدة تحت 23 سنة لكرة القدم ومنتخب كوستاريكا تحت 23 سنة لكرة القدم. أما مع النوادي، فقد لعب مع لوس أنجلوس غلاكسي ولوس انجلوس غالاكسي 2 وغايس غوتنبرغ.

## روابط خارجية
- آريال لاسييتير على موقع الدوري الأمريكي (الإنجليزية)
- آريال لاسييتير على موقع قاعدة بيانات كرة القدم.إي يو (الإنجليزية)
- آريال لاسييتير على موقع ناشيونال فوتبول تيمز (الإنجليزية)
- آريال لاسييتير على موقع Soccerway.com (الإنجليزية)